# Фарфор во Франции
Французский фарфор — обобщённое название керамических изделий, производящихся на территории Франции, включая так называемый мягкий фарфор, с конца XVII века по настоящее время.

## Изделия мягкого фарфора, декорированные подглазурным кобальтом
Во Францию, как и в другие страны Европы, долгое время привозили изделия китайского фарфора, которые были весьма дорогостоящими и считались предметами роскоши. Они ценились в буквальном смысле «на вес золота». Во Франции китайский фарфор коллекционировали и бережно хранили в кунсткамерах и королевских резиденциях начиная с времён короля Франциска I (1515—1547). Китайские изделия как драгоценность вставляли в золотые и серебряные оправы, создаваемые европейскими ювелирами. В 1470 году будто бы открыли «китайский секрет» в Венеции, но, как позднее выяснилось, это было молочное (окрашенное в массе) стекло.
Огромное количество серебра отправляли из Европы в Китай в качестве оплаты за китайские фарфоровые изделия, и предпринималось множество попыток самостоятельно изготовлять такие предметы керамики.
Изделия белого фаянса с росписью синим подглазурным кобальтом «в китайском стиле» во Франции впервые были изготовлены на мануфактурах Невера в Бургундии и его производство продолжалось с 1650 по 1680 год. Затем производство мягкого «фриттового» фарфора (из кремнезёма, щёлочи, гипса и глины) было налажено на мануфактурах Нормандии. Дополнительный импульс производству придало открытие в 1664 году Французской Ост-Индской компании.
Первые образцы мягкого фарфора были получены во Франции в попытках имитировать дорогостоящий китайский твёрдый фарфор, непосредственно после успешного производства около 1575 года мягкого «фарфора Медичи» во Флоренции. Первые образцы мягкого фриттового (спёкшегося) фарфора во Франции были получены в 1673 году в Нормандии на Руанской фарфоровой мануфактуре в результате серии попыток имитировать настоящий китайский фарфор. Именно этот фарфор стал известен как «французский фарфор». Технология изготовления нового материала была открыта руанским гончаром Луи Потера́ (фр. Louis Poterat); его лицензия на изготовление «фаянса и фарфора» была выпущена в 1673 году за подписью короля Людовика XIV и Жан-Батиста Кольбера. В это время для мягкого фарфора использовался синий декор, уже широко использовавшийся во Франции для фаянсовых изделий того периода. Английский натуралист Мартин Листер, в опубликованном в 1698 году отчёте о путешествии во Францию, писал из Парижа, что производство фарфора «настолько же белого и просвечивающего, подобно пришедшим с Востока предметам» вовсю налажено в Сен-Клу.
Французский составитель «Всеобщего словаря торговли» Жак Савари де Брюлон в 1722 году описал в этой работе первые эксперименты с фарфором:
«Пятнадцать или двадцать лет назад во Франции предпринимались попытки имитировать китайский фарфор: первые опыты, выполненные в Руане, были весьма успешными, (…) эти фаянсовые изделия новых мануфактур не имели классификации „французский фарфор“ — так стали называться предметы из настоящего фарфора, изобретённого во Франции в последние несколько лет, и производящегося сначала в Руане, затем в Пасси под Парижем, а затем в Сен-Клу».
В 1664 году интендант финансов Жан-Батист Кольбер, который также занимал должность главного интенданта изящных искусств и фабрик, открыл Королевскую мануфактуру Сен-Клу, основной задачей которой поначалу было изготовление копий (в оригинале фр. Contre-façons, то есть подделок) предметов фарфора индийского стиля. Мануфактура Сен-Клу имела существенное значение в изготовлении новых предметов керамики.

## Подражание расписным изделиям восточного фарфора
В 1686 году король Франции Людовик XIV получил в дар от прибывшего во Францию Сиамского посольства 1500 предметов фарфора, однако секрет его производства так и оставался загадкой.
Французские мастера смогли раскрыть секрет изготовления твёрдого фарфора благодаря усилиям находившегося в Китае с 1712 по 1722 год иезуита Франсуа Ксавье д'Антреколя (фр. François Xavier d'Entrecolles). Письма миссионера, отправленные из Китая священнику Орри в Париж, были впервые опубликованы в 1735 году Жан-Батистом Дюальдом, наиболее авторитетным китаеведом той эпохи. Английский перевод этих писем был опубликован в 1736 или 1738 году. Впоследствии, эти письма были повторно опубликованы аббатом Жан-Батистом Гросье в его работе «Всеобщее описание Китая». Д’Антреколь также сумел отправить в Европу образцы природных материалов, которые были исследованы французским естествоиспытателем Рене Антуаном Реомюром. После обнаружения месторождений подобных минералов в Европе была основана Севрская фарфоровая мануфактура.
После 1730 года во Франции также начали выпускать изделия из фарфора с росписью, зачастую имитируя китайский стиль изделий так называемого «розового семейства» (Famille rose). Японский фарфор, на примере стиля арита, известный во Франции по типу росписи, получившей название «индианские цветы» (Fleurs indiennes; indianische Blumen) также служил источником вдохновения для художников, в особенности на мануфактурах Сен-Клу и Шантийи. В патенте, который в 1735 году король Людовик XV пожаловал Мануфактуре Шантийи, отдельно указано право выпускать фарфор «façon de Japon» (имитация японского фарфора)
Тем временем, технология производства мягкого фарфора попала в Англию вместе с бежавшими из Франции гугенотами. Первые изделия из мягкого фарфора в Англии были представлены Томасом Брианом Лондонскому королевскому обществу в 1742 году и, по всей видимости, в основе их производства находилась технология мануфактуры Сен-Клу.

## Формирование оригинального французского стиля
По прошествии начального периода, длившегося до конца XVIII века, французские производители фарфора в своих изделиях стали постепенно отходить от китайских и японских образцов, и их продукция всё отчётливее приобретала оригинальный французский стиль. Так, на мануфактуре в Венсене (позднее переведённой в Севр) в изделиях мягкого фарфора появлялись оригинальные французские мотивы.
Следующий этап развития французского фарфора отмечается с появлением лиможского фарфора, разновидности твёрдого фарфора, выпускаемого на фабриках поблизости от города Лимож в современном регионе Лимузен. Производство изделий из твёрдого фарфора в этом регионе было основано в 1771 году, после открытия обширного месторождения каолина в бедствующей деревеньке Сент-Ирье-ла-Перш, неподалёку от Лиможа. Тем не менее, во Франции одновременно с освоением технологии изготовления твёрдого фарфора продолжался выпуск изделий из мягкого фарфора, поскольку он был значительно дешевле в производстве.